# Skaara
Skaara es un personaje del universo ficticio de Stargate, interpretado por Alexis Cruz tanto en la película original como en la serie derivada Stargate SG-1. 

## Historia
Skaara era hijo de Kasuf y hermano de Sha're, habitantes del planeta de Abydos, el cual estaba bajo dominio del Señor del Sistema Goa'uld Ra. Skaara creció creyendo que Ra era un dios malvado y trabajó como el resto de los abydonios en las minas de naquadah. Cuando el equipo comandado por el coronel Jack O'Neill llegó al planeta en su primer viaje por el Stargate, Skaara comenzó pronto a relacionarse con ellos, e incluso se hizo amigo del Coronel.
Poco después, con la llegada de Ra el equipo de la Tierra fue hecho prisionero. Ra ordenó al Dr. Jackson ejecutar a sus compañeros supervivientes en una ceremonia pública, pero se negó. En ese momento, Skaara y otros jóvenes ayudaron a liberar al Coronel y a los demás, devolviéndoles las armas que los guardias de Ra les habían quitado antes. Skaara, los soldados restantes y los jóvenes abydonios enfrentaron a dos planeadores de la muerte enviados por Ra. Durante la lucha, un amigo cercano de Skaara, llamado Nabeh murió. Tras varios minutos, los "rebeldes" se quedaron sin municiones y se rindieron ante los pilotos de Ra, que bajaron de sus naves. Sin embargo, en ese instante, Skaara y los demás vieron a los lejos a su padre Kasuf, que apareció liderando a toda la población de Abydos en una rebelión contra de Ra, quien finalmente muere gracias a una bomba nuclear que O'Neill y Jackson lograron transportar a su nave que aún estaba en órbita sobre el planeta. Con Abydos libre, Jackson decidió quedarse junto a Sha're, mientras el resto regresó a la Tierra. Skaara se despidió de O'Neill, quien le regaló su encendedor.
Un año después, Skaara se reencontró con el coronel O'Neill cuando éste volvió a Abydos con un nuevo equipo. Sin embargo, poco después, el goa'uld Apophis llegó al planeta, y secuestró a Skaara y a Sha're. En Chulak, a Skaara se le implantó un simbionte Goa'uld, que resultó ser del "hijo" de Apophis, Klorel. Durante más de un año, su paradero fue desconocido, hasta que el SG-1 lo encontró en una nave Ha'tak que iba camino de atacar la Tierra.
O'Neill usó un Zat para despertar la conciencia de Skaara, quien estaba bajo el dominio del goa'uld. Por unos momentos, Skaara pudo hablar, aunque sólo pidió perdón por las atrocidades que fue forzado a cometer y las que cometería en cuanto llegaran la Tierra. Cuando Klorel remotó el control, estuvo cerca de matar a Daniel Jackson con su aparato de mano Goa'uld, por lo que el coronel se vio obligado a matarlo de un disparo. Sin embargo, Bra'tac, quien servía en ese momento como su primado, revivió a Klorel y a Skaara usando un sarcófago Goa'uld. Ya sanado, Klorel se dispuso a acompañar a Apophis en el ataque sobre la Tierra, pero el SG-1 con ayuda de Bra'tac logró sabotear las naves y ponerlas en colisión entre ellas. Ante esto, Apophis y Klorel huyeron por el Portal a bordo de la nave principal, antes de que todo explotara. Mientras estuvo a bordo, Klorel experimentó serios problemas para controlar su cuerpo, debido a la inesperada y fuerte voluntad que Skaara presentó.
Casi dos años después, Klorel, aún dentro de Skaara, se encontraba siendo perseguido por un grupo de batalla que el Goa'uld Heru'ur envió tras él. Ante su inminente derrota, Klorel decidió dirigirse al planeta de Tollana, donde él sabía que las armas superiores de los tolanos serían capaces de detener a sus perseguidores. Al alcanzar el planeta, la naves de Heru'ur fueron efectivamente destruidas, sin embargo, Klorel apenas pudo escapar un deslizador de la muerte dañado, que rápidamente se estrelló en Tollana. Al ser rescatado por los tollans, Skaara brevemente tomó control de su cuerpo, y les pidió que lo liberaran del "demonio" que había dentro de él.
Ante esta situación, la ley tollana dictaba celebrar una especie de juicio llamado "Triada", donde Skaara fue defendido por el coronel O'Neill y Jackson, mientras que Klorel lo era por el Goa'uld Zipacna. Finalmente, Skaara ganó y con la ayuda de los Tok'ra, Klorel fue extirpado de su cuerpo. Tras esto, él regresó a su hogar, en Abydos.
Tres años más tarde, Skaara nuevamente volvió a encontrarse con el SG-1, quienes viajaron a Abydos para ayudarlos a defender su mundo de una invasión del nuevo Señor del Sistema Anubis, quien buscaba el "Ojo de Ra". Mientras buscaban dicha reliquia, Skaara informó que recientemente se había comprometido y aprovechó para pedir a O'Neill que fuera su shau'lo'ki (el que debe estar a su lado durante la boda).
Posteriormente, cuando las fuerzas de Anubis alcanzaron la pirámide, Skaara junto a otros Abydonios defendieron el lugar. Sin embargo, durante la lucha Skaara recibió un grave disparo, siendo llevado a la catacumbas por O'Neill y Teal'c. Al poco tiempo, él sucumbió ante sus heridas, pero para sorpresa del SG-1, rápidamente su cuerpo se vio envuelto en un gran resplandor, convirtiéndose en un ser ascendido. Más adelante, después de que Anubis acabara con toda la población de Abydos, el SG-1 regresó al planeta, donde se encontraron con Skaara, quien les contó que tanto él como todos los Abydonios fueron ascendidos por Oma Desala. Dicho esto, Skaara se despidió del equipo y en un instante desapareció.